# Медаль «20 лет Революционным вооружённым силам»
Медаль «20 лет Революционным вооружённым силам» (исп. Medalla Conmemorativa XX Aniversario de las Fuerzas Armadas Revolucionarias) — памятная медаль Республики Куба, учреждённая 23 ноября 1976 года законом № 1314 и ратифицированная законом № 30 от 10 декабря 1979 года. Создана в ознаменование двадцатая годовщина основания Движения 26 июля, предшественника Революционных вооружённых сил (ВСР) Кубы.
В 1977 году медаль появился на марке из серии «Национальные награды» кубинской почты.  В 1986 году на смену ей пришла медаль «30 лет Революционным вооруженным силам».

## Положение
Новый порядок награждения медалью был установлен законом № 9 от 29 ноября 1977 года и опубликован на следующий день в «Официальном вестнике».
Награда вручалась военнослужащим, рабочим и студентам, участвовавшим в интернационалистской деятельности и/или имевшие за собой заслуги в развитии и защите Кубы, а также деятели из дружественных стран, постоянно выражавшие солидарность с революцией.
Право на награждение определяет министр Революционных вооруженных сил, вручается же медаль по указу Государственного совета.
В положении о медали не уточнялось, можно ли было награждать ею посмертно. К каждой медали прилагался сертификат о награде.
Медаль носилась на левой стороне груди и при наличии других кубинских орденов и медалей помещается сразу после памятной медали XX-летия революционной Кубы.

## Описание
На аверсе медали рельефные изображение плывущей по волнам «Гранмы» на фоне горы, одиноко стоящей над морем; на корме яхты развевается кубинский флаг, украшенный красной и синей эмалью; вверху медали, по обе стороны от горы начертаны годы «1956» и «1976».
На реверсе медали изображён рельефный кубинский герб, а по окружности медали надпись крупными буквами «República de Cuba» сверху и «Fuerzas Armadas Revolucionarias» снизу.
Лента медали в центре оливково-зелёная в центре, по краям бело-красные-чёрные полосы (цвета флага Движения 26 июля).

## Известные награждённые
- Фидель Кастро (1976)[5]
- Леонид Брежнев (1976)[6]
- Селия Санчес (1977)[7]
- Вильма Эспин (1977)
- Аиде Сантамария (1977)[8]
- Александр Покрышкин (1977)[8]
- Блас Рока (1978)[8]
- Мельба Эрнандес (1978)[8]
- Карлос Рафаэль Родригес (1979)[9]
- Феликс Гальван Лопес[исп.] (1980)[8]
- Рикардо Чазаро Лара[исп.] (1981)[10]
- Хесус Монтане[исп.][11]